# 西小马公园
39°52′45″N 116°38′14″E / 39.87903°N 116.63712°E

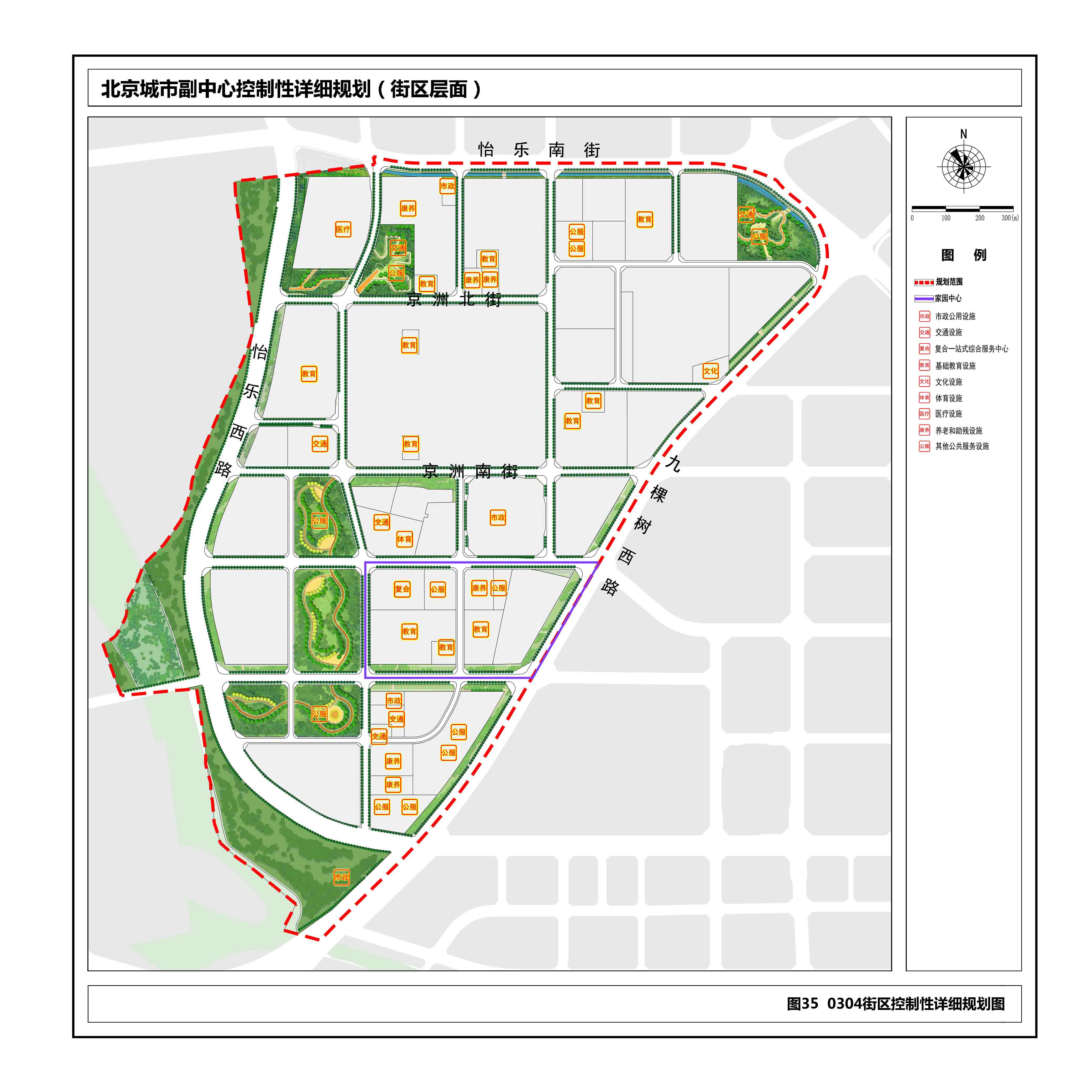
《北京城市副中心控制性详细规划（街区层面）（2016年—2035年）》 0304街区规划图则（西小马公园位于右上角）

西小马公园是一座位于北京市通州区梨园镇的公园，北起怡乐南街，南至九棵树西路，西起晟世家园小区，东至翠屏西路，建设总面积为49095平方米。包含中心活动广场区、亲子活动区、林荫健身区、休闲交流区等。建设于2018年开工，计划总建设期为11个月，预计于2019年4月完工，工程总投资2804.55万元。